# Корейская волна

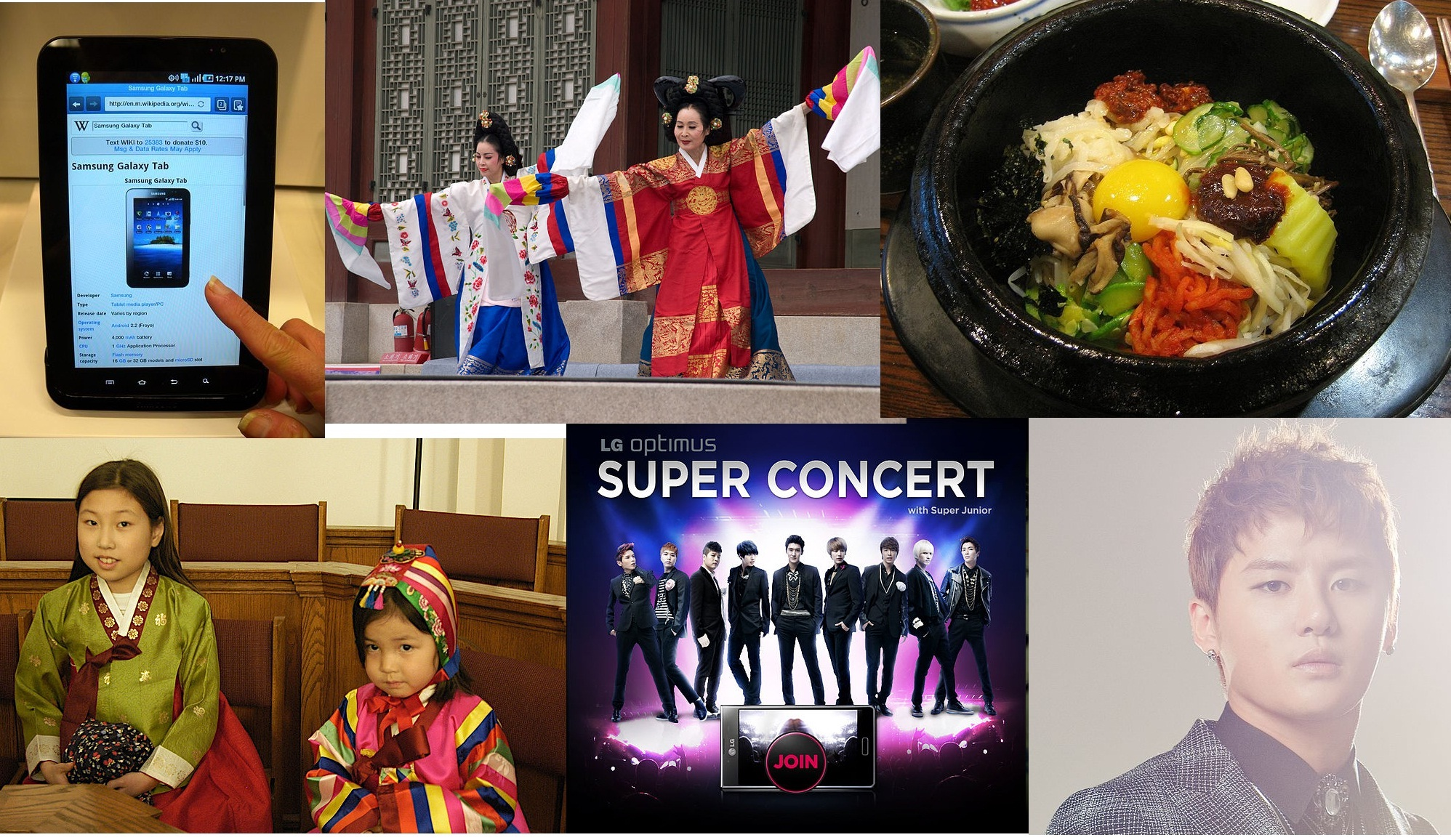

Корейская волна, или Халлю́ (кор. 한류?, 韓流?, роман. Hallyu), — культурное явление, рост глобальной популярности южнокорейской культуры, наблюдающийся с 1990-х годов. Всемирный интерес к корейской культуре был обусловлен в первую очередь распространением K-pop и южнокорейского кинематографа. Процессу экспансии корейской культуры способствовали и продолжают сопутствовать успехи на международной арене K-pop групп Big Bang, 2NE1, BTS и Blackpink; получение премии «Оскар» фильмом «Паразиты» (2019) и появление телесериала «Игра в кальмара» (2021). Корейская волна была признана формой так называемой «мягкой силы», а также важным экономическим активом государства, приносящим доход как за счет роста экспорта, так и за счет развития туризма.
После Азиатского финансового кризиса 1997 года и прекращения в стране действия военной цензуры в отношении индустрии развлечений южнокорейская популярная культура стала одним из важных элементов экспорта. Зарождение Корейской волны связывается с распространением корейских дорам и корейского кино в Восточной Азии и некоторых частях Юго-Восточной Азии после появления спутниковых СМИ в конце 1990-х годов. Китайские журналисты впервые придумали термин «Корейская волна» (кит.: 韓流; пиньинь: hánliú; букв. «Корейская волна») в 1999 году, имея в виду успех корейской популярной культуры в Китае. В 2000-х годах халлю превратился в глобальное явление, быстро распространяясь на остальную часть Юго-Восточной Азии, Южную Азию, Ближний Восток и Восточную Европу. К 2008 году стоимость культурного экспорта из Южной Кореи впервые превысила стоимость культурного импорта. Это расширение было обусловлено появлением Интернета и социальных сетей, которые сыграли ключевую роль в том, чтобы позволить корейской индустрии развлечений охватить зарубежную аудиторию, а также получить одобрение этого явления со стороны правительства Южной Кореи.

## Роль государства в развитии культуры
С распространением Корейской волны в конце 1990-х годов в государственной политике Южной Кореи культурная индустрия, ранее считавшаяся средством сохранения национальной идентичности, начала восприниматься как мощный стимул развития экономики. Уже с начала 1960-х годов сменявшие друг друга авторитарные военные правительства использовали сферы культуры и общественной жизни для достижения своих целей в области  политики и экономики. При президенте Пак Чон Хи главной задачей стало достижение быстрого роста выпуска товаров и услуг, тем не менее были приняты законы, регулирующие сектор культуры, и созданы учреждения, работающие в этой области. Первый план культурной политики государства был принят в 1973 году. «Первый пятилетний генеральный план культурного развития» должен был способствовать сложению новой формы культуры, где определяющим фактором становилась национальная самобытность корейского народа. Значительная часть расходов государства в этой области направлялась на поддержание и развитие исторически сложившихся норм и обычаев, народного искусства и ремёсел.
При Чон Ду Хване (1980—1988) политика в сфере культуры получила новое развитие. Два государственных плана «Новый план культурного развития» (1981) и «Культурный план в шестом пятилетнем плане экономического и социального развития» (1986) были призваны решить задачи продолжения формирования культурной самобытности корейцев, способствовать развитию культуры в регионах, поддерживать международные культурные контакты.
Во времена правления Ро Дэ У (1988—1993) страна вступила в переходный период от авторитарного военного правления к демократии. «Основной закон о прессе» (1987), ослабивший общественную ответственность за СМИ, положил начало появлению либеральной печати. В 1990 году был принят «Десятилетний генеральный план культурного развития», который, в отличие от ранее разработанных планов, был ориентирован преимущественно не на управление и надзор за процессами, а на содействие развитию и поддержку. Культурологи считают, что важной точкой старта «корейской волны» стали слова президента Южной Кореи Ким Ёнса́ма, который в 1994 году «определил культурную индустрию как важное направление развития». Особое значение экспорт культуры как товара приобрёл после Азиатского финансового кризиса 1997 года, когда роль культурной индустрии в понимании государства значительно возросла: теперь она становилась одним из средств экономического роста страны.

## Происхождение термина
В источниках приводятся различные версии появления термина «Корейская волна» («Халлю»). По одной из них выражение «корейская волна» распространилось в конце 1990-х годов с подачи Министерства культуры, спорта и туризма Республики Корея, которое распространяло музыкальные диски с надписью «халлю». По другой версии этот термин был введён в обиход пекинскими журналистами ещё в середине 1990-х и отражал быстрорастущую популярность южнокорейской индустрии развлечений в Китае. 
По другим данным, впервые термин Халлю был использован в 1997 году — в тайваньских СМИ им обозначалось изобилие южнокорейских товаров на внешних рынках. В отношении массовой культуры Южной Кореи, обретшей популярность за рубежами страны, этот термин применяется с 1999 года, впервые в этом значении слово Халлю появилось в «Пекинской молодёжной газете» (Бэйцзин циннянь бао) в статье «Временами и восточный ветер дует на восток».

## Телесериалы
В 1997 году, когда Южную Корею поразил экономический кризис и вера в процесс индустриальной модернизации пошатнулась, в стране широко распространилось так называемое «социетальное» движение, представители которого видели путь к преодолению кризиса в привлечении инвестиций в индустрию шоу-бизнеса с её высокими дивидендами. В 1999 году начали приходить новости о рождении моды на «корейскую волну» в Китае, Тайване, Вьетнаме, Гонконге и других азиатских странах. Корейские телесериалы (дорамы) начали распространяться по Азии, завоевав популярность в Японии, Китае и Юго-Восточной Азии. Начало было положено демонстрацией в июне 1997 года на китайском Центральном телевидении (CCTV) дорамы «Что такое любовь?». Впоследствии в этом регионе завоевали широкую популярность корейские дорамы «Свири» (1999), «Осень в моём сердце» (2000), «Моя своенравная девчонка» (2001), «Зимняя соната» (2002).
Началось наступление и на европейский и североамериканский рынки. Глобальному продвижению южнокорейских телесериалов поспособствовал Netflix.

## Поп-музыка
Корейская поп-музыка или K-pop стала неотъемлемой частью халлю. Корейской поп-музыке приписывают особую красоту и индивидуальность, а также многогранность. В последние годы корейские развлекательные компании начали признавать YouTube ключевым фактором международного распространения корейской культуры. По словам Берни Чхо, президента одного из сеульских агентств, занимающихся маркетингом международных корейских исполнителей, развлекательные компании агрессивно пытаются внедриться на международные рынки через интернет.

## Другие аспекты корейской волны
Понятие халлю также включает в себя и распространение других аспектов корейской культуры, таких как национальная кухня, одежда, видео-игры, литература и язык. Так, например, Республика Корея добилась включения рецепта кимчхи в список нематериального культурного наследия человечества ЮНЕСКО.

## Воздействие
Во время формирования халлю, в её ранние годы, многие критики предсказывали быстрый спад корейской волны Однако последние тенденции доказывают лишь обратное. Экспорт корейской культуры по прогнозам составит $3,8 млрд в 2011 году, с 14%-ным годовым приростом. Хотя халлю достигает новых высот, некоторые эксперты дают прогнозы о стабильном росте экспорта корейской культуры в долгосрочной перспективе.
Корейская волна является поводом для национальной гордости для многих корейцев. Ли Доны́н в «Корея Джорнал» писал, что «если корейская волна продолжит вздыматься, тем самым отражая дипломатические отношения на базе капиталистической логики, а не на базе … дифференциации культурных вкусов масс, тогда она должна будет ввязаться в ожесточённую борьбу с китайским этноцентризмом и японским гибким национализмом».
В 2005—2007 годах корейские актёры-мужчины были самыми высокооплачиваемыми вне Голливуда. По данным южнокорейских СМИ, гонорар звезды «Зимней сонаты» Пэ Ёнджуна составлял примерно $5 миллионов за фильм; что делало этого актёра самым высокооплачиваемым в Азии. По крайней мере девять других корейских актёров зарабатывают больше $10 млн в год. Современная корейская культура магнитом притягивает иностранных туристов.
Туризм в Республике Корея претерпел большие изменения в связи с интересом к корейской культуре. Только за 2003 год туризм вырос с 2,8 млн интуристов до 3,7 млн, а в 2012 году количество иностранных туристов, посетивших Южную Корею, составило 11,1 млн. Телепередачи, фильмы, музыка используются Корейским агентством креативного контента при Министерстве культуры, спорта и туризма с целью повысить интерес к стране.
В 2008 году южнокорейский дуэт TVXQ (также известные как Dong Bang Shin Ki/Tohoshinki) попал в Книгу рекордов Гиннесса за самый большой в мире фан-клуб. Членство данного фан-клуба составляет 800000 официальных членов только в Южной Корее, и 200000 официальных членов в Японии и более 200000 международных членов. Также они попали в Книгу рекордов Гиннесса в 2009 году. Помимо этого группа входит в список самых фотографируемых знаменитостей в мире. С момента дебюта, состоявшегося 26 декабря 2003 года, пятеро участников группы, по различным оценкам, были сфотографированы около 500 млн раз в журналах, обложках альбомов, рекламе и т. д. Оценки включают как индивидуальные, так и групповые фото.

### Северная Корея
Имеет место проникновение халлю поп-культуры в Северную Корею. 20 ноября 2010 года министерство госбезопасности Северной Кореи арестовало человека, создающего копии южнокорейских дорам на DVD в его родном Пхёнанбук-до и продающего их в Пхеньяне.

### Япония
В Японии корейская волна начала распространяться после успешного вещания «Зимней сонаты». Тогда главным фокусом халлю были японки среднего возраста, постоянные зрительницы телесериалов. Успешный бум корейской культуры произошёл благодаря корейским музыкальным исполнителям BoA и Dong Bang Shin Ki. Альбом Избранное 2010 дебютировал как № 1 в чартах Oricon по продаже 413000 копий . Они побили 15-летний рекорд по недельным продажам иностранной группы, который в последний раз был побит Бон Джови в 1995. Dong Bang Shin Ki также является первой корейской группой, выступавшей в «Токийском куполе» на 100000 посадочных мест, билеты на которые были распроданы до концерта. JYJ в следующем году выступала перед 140000 зрителями в том же месте во время их «Живого концерта на день благодарения в Токио». Dong Bang Shin Ki является единственной группой, приглашенной на престижное музыкальное новогоднее шоу Kōhaku Uta Gassen, на которые приглашаются только самые знаменитые J-pop звезды. Как считают японцы, выступление в Kōhaku является важным пунктом в карьере певца.
Big Bang завоевал популярность в Японии во время своего дебюта, который в чартах Орикон числился как № 2. Про Big Bang в одной японской газете писали хвалебную статью, называя её «корейской EXILE». Во время опроса общественного мнения про группу сказали, что «в Японии происходит просто какая-то мания по ним».
Одной из ведущих звёзд современной корейской волны является южнокорейский актёр, певец и режиссёр Чан Гынсок. Дорама «Ты прекрасен» («N.Jell: You’re beautiful» 2009, SBS) с ним в главной роли привлекла к нему внимание тысяч японских зрителей и сделала его любимцем японцев. Дорамы с ним в главной роли: «МэРи, где же ты была всю ночь?», «Дождь любви», «Красавчик» — получили огромную популярность в Японии и других странах. В мае 2011 года Чан Гынсок выпускает свой первый сингл «Let Me Cry» и на первой же неделе он распродаётся в количестве 119 149 копий, занимая высшую строчку в чарте Oricon, а Чан Гынсок становится первым неяпонцем, добившимся подобного, после чего он и был признан звездой халлю.
В 2010 году корейские женские группы Girls' Generation и Kara открыли путь для других К-pop исполнителей на международные рынки, после того как заняли первые пять строчек в чартах Oricon. K-pop группы, состоящие из девушек, начали завоевывать рынок Японии с фокусом на молодёжь и подростков. K-pop группы рассматривались как «крутые и привлекательные» с «сильным характером» нежели чем «милые» с привычным каваий-характером, присущим J-pop группам, состоящим из девушек. В 2011 году новый сингл 'Take Off' группы 2PM занял верхнюю строчку в нескольких чартах, в особенности в чартах USEN J-POP и самое значительное, третью строчку в Ориконе. Уже имея большой фан-клуб в Японии, несмотря на то, что ещё не выпускали японских альбомов, Girls' Generation побила рекорды за свой первый альбом, вышедший в июне 2011 года, когда за первую неделю было распродано 232000 копий. Затем Girls' Generation стали вдвойне платиновыми, продав более 500000 дисков их первого альбома, став первой корейской группой, преодолевшей рубеж 500000. Многие корейские группы стали известными, дебютировав в Японии.
Однако, Халлю также была встречена критикой. Консервативно настроенные и националистские группы Японии организовали анти-Халлю демонстрации. 7 августа 2011 года более 2000 пикетчиков вышли перед штаб-квартирой Fuji Television в Одайбе, Токио, выступая против чрезмерного количества корейских драм, вещаемых телестанцией. Ранее, в июле 2011 года, известный актёр Сосуке Такаока был уволен его агентством за слухи, которые он распускал, выступая против наплыва корейских мыльных опер. Другая демонстрация против корейской волны прошла 21 августа.
С 2011 по 2014 года в Японию вернулась корейская волна уже с новой корейско-китайской популярной айдол-группой EXO. EXO и Girls' Generation стали популярными среди молодёжи и подростков, они до сих пор остаются популярными в Японии и в других странах, на их последнем концерте[каком?] число фанатов превышало 100000 человек.

### Китай, Тайвань и Гонконг
Китай первым подвергся удару корейской волны. В 2006 году южнокорейские программы на китайских правительственных телеканалах показывались чаще, чем остальные вместе взятые зарубежные программы. Вдобавок, корейская музыка имела массовую притягательность для рынков Тайваня и Гонконга. Торговый дефицит Китая в сфере культурной продукции послужил причиной попыток китайских властей ограничить ввоз корейских дорам и проведение концертов в нескольких случаях. На Тайване успех корейской культуры обязан «политике локализации». Спрос на корейские дорамы был столь велик, что некоторые телестанции были открыты специально для их вещания. TVB, показывающий корейскую рекламу в Гонконге, основал новый телеканал, который часами вещал только корейские дорамы. Другой независимый телеканал ATV показывает корейские дорамы в прайм-тайме пять раз в неделю.
Несмотря на свою популярность в Китайском мире, корейские дорамы подвергаются ужесточенным мерам по сокращению эфирного времени на Тайване и Китае Государственной администрацией по делам радио, кино и телевидения, из страха того, что их собственной продукции будет нанесен ущерб ввиду развитой корейской киноиндустрии.

### Другие страны Азии
Корейская волна наблюдается в таких местах, как Манипур, Индия, где корейская культура пришла на место запрещенных Болливудских сериалов и фильмов. Молодежь городского Непала также поймала корейскую волну. Корейская музыка и сериалы становятся действительно популярными и на Ближнем Востоке, где один телеканал так и называется — Корейское ТВ, на арабском. В Индии, а также в Пакистане, корейские сериалы и музыка обрели ультрамодную репутацию и популярность. Корейская волна также достигла берегов Таиланда, Филиппин и других частей Юго-Восточной Азии.

### Северная и Латинская Америка
Североамериканская Халлю относительно молода. Она распространилась с приходом цифровой эпохи, и в основном через музыку и драмы. Социальные сети, такие как Фейсбук, YouTube, Твиттер стали признанными в качестве инструментов по распространению корейской волны. Корейские исполнители BoA, Se7en, Wonder Girls и JYJ попытались ворваться на американский рынок, каждый с определённой степенью успеха. Rain, корейская суперзвезда, задействован сейчас в американской кино-индустрии. 2 мая Will.I.Am посетил Ян Хён Сока, 2NE1, в здании YG Entertainment Co., Ltd. и провел четырёхчасовую беседу касательно продвижения 2NE1 в США. Will.i.am из Black Eyed Peas также выпустил новый видеоклип «Check It Out» совместно с Ники Минаж который вызвал интерес у корейской публики из-за наличия корейского текста в песне. Will.I.Am выразил своё восхищение работой с 2NE1, попросив девушек постараться записать песни, над которой он работал в Штатах. Представители YG Entertainment прокомментировали следующее: «С приездом Will.I.Am мы почувствовали, что приблизились к реализации поставленной цели и смогли обозначить дату выпуска американского альбома 2NE1»
Вдобавок, корейские компании в последнее время проявляют интерес к североамериканским сайтам. Сайты DramaFever, DramaCrazy, Crunchyroll, Hulu и многие другие предлагают телевизионные шоу на корейском языке. Корейская компания Enswers приобрела Soompi.com, американский сайт, посвящённый поп-культуре.

### Европа
В Европе наблюдается живой интерес к К-pop и корейским дорамам благодаря YouTube и социальным сетям. 1 мая 2011 года фанаты К-pop со всей Европы организовали флеш-моб у Лувра с требованием повторных Гастролей SM в Париже, билеты на прошедший концерт были распроданы за пятнадцать минут. Во время флеш-моба фанаты К-pop исполнили танец под песню Super Junior «Sorry Sorry». Демонстрация увенчалась успехом, поскольку SM Entertainment решила провести ещё один концерт. В результате более 14000 людей собралось на живом концерте в концертном зале Зенит (Париж) 10 и 11 июня. Очень популярными представителями стали актёры и звезды Халлю Чан Гынсок, Ли Джунки и Ли Минхо, а также группы ЕХО и BTS в Украине, России и Казахстане.

В июле 2011, сингл 2NE1 «I Am the Best» занял первую строчку на немецком музыкальном канале VIVA на онлайн клип-чартах, за которым последовали «Мона Лиза» группы MBLAQ и песня «Breath» группы Beast.

### Ближний Восток и Северная Африка
Наблюдается растущий интерес к корейской культуре на Ближнем Востоке и Северной Африке, проявляемый через YouTube и социальные сети.

## Критика
Как и остальные растущие движущие силы медиа-промышленности, корейская поп-культура подверглась нападкам в странах, которых быстро распространялась, как в примере с Японией, Китаем и Тайванем. Анти-корейские настроения уходят корнями в историческую вражду и этнический национализм. В Японии была выпущена книга комиксов Ненависть к корейской волне (яп. マンガ 嫌韓流 Манга кэнканрю:) 26 июля 2005 года, ставшая бестселлером № 1 в японском подразделении Amazon.com. Японский актёр Сосукэ Такаока открыто выражал свою неприязнь к корейской волне в своем Твиттере, которая спровоцировала интернет-движение по бойкоту корейских передач на японском телевидении 8 августа.